# Dávid Gyula (irodalomtörténész)
Dávid Gyula (Árapatak, 1928. augusztus 13. –) erdélyi magyar irodalomtörténész, szerkesztő, műfordító.

## Élete
Dávid Gyula 1928. augusztus 13-án született Árapatakon Dávid Gyula és Imre Ida gyermekeként. Egyetemi tanulmányait a Bolyai Tudományegyetem magyar szakán végezte Kolozsváron 1947–1951 között.
1951–1953 között a kolozsvári Állami Irodalmi és Művészeti Kiadó szerkesztője. 1953–1956 között aspiráns, 1956–1957 között a Bolyai Egyetem tanársegédje. 1957–1964 között politikai elítélt. 1964–1965 között Kolozsvárott vízvezetékszerelőként dolgozott. 1965–1969 között szabadfoglalkozású volt. 1970–1992 között a Kriterion Könyvkiadó szerkesztője, valamint a kolozsvári szerkesztőség vezetője. 1980 óta a Romániai magyar irodalmi lexikon szerkesztőbizottsági tagja, 1994-től főszerkesztője. 1990-ben a Román Sajtófigyelő szerkesztője és kiadója volt. 1991–1999 között az Erdélyi Magyar Közművelődési Egyesület elnöke, 1999 óta tiszteletbeli elnöke. 1991–1995 között az Erdélyi Múzeumot szerkesztette. 1992-től nyugdíjas, 2017-ig a kolozsvári Polis Könyvkiadó ügyvezetője volt. 1992-ben a Magyarok Világszövetsége elnökségi tagjaként működött.

## Magánélete
1951-ben feleségül vette Árva Katalint. Két gyermekük született: Katalin (1952) és Gyula (1957).

## Művei
- Jókai. Emberek, tájak, élmények Jókai erdélyi tárgyú műveiben (kismonográfia, 1971)
- Petőfi Erdélyben (tanulmány, Mikó Imrével, 1972)
- Tolnai Lajos Marosvásárhelyen (1868–1884) (tanulmány, 1974)
- Találkozások. Tanulmányok a román-magyar irodalmi kapcsolatok múltjából (tanulmányok, 1976)
- A romániai magyar irodalom története (tankönyv, 1978)
- Magyar irodalom (tankönyv, 1979)
- Dávid Gyula–Mikó Imre: Petőfi Erdélyben; Balassi–Polis, Bp.–Kolozsvár, 1999
- Erdélyi irodalom – világirodalom (tanulmányok, cikkek, jegyzetek, 2000)
- Írók, művek, műhelyek Erdélyben; Pallas-Akadémia, Csíkszereda, 2003 (Bibliotheca Transsylvanica)
- Dávid Gyula–Egyed Ákos–Kötő József: Kossuth Lajos és Erdély; Erdélyi Múzeum-Egyesület, Kolozsvár, 2004 (Erdélyi Tudományos Füzetek, 250.)
- Kiáltó szó. Kós Károly emlékezete; vál., szerk. Dávid Gyula; Nap, Bp., 2005 (Emlékezet)
- 1956 Erdélyben és ami utána következett; Nap, Bp., 2016 (Magyar esszék)
- Elődök nyomában, kortársak közelében. Előadások, emlékezések, tanulmányok; Polis, Kolozsvár, 2018

## Műfordításai
- T. Șelmaru: Híradás az új Kínáról (Fáskerthy Györggyel) (1954)
- B. Ștefănescu-Delavrancea: Novellák és elbeszélések (Nagy Gézával) (1955)
- Șt. Bănulescu: Férfipróbák telén (1968)
- A. Marino: Bevezetés az irodalomkritikába (Kántor Lajossal) (1979)
- Ioan Slavici: A világ, amelyben éltem (1980)
- Romulus Cioflec: Örvényben (1983)
- Titu Maiorescu: Bírálatok, vitacikkek, tanulmányok1' (1985)

## Szerkesztései
- A kuruckor költészete (összeállította Tordai Zádorral, 1956)
- Szeptemberi emlék. Magyar írók a régi iskoláról (összeállította, bevezető, jegyzetek, 1957)
- Jókai Mór: Az arany ember (előszó, függelék, 1967)
- Irodalomkritikai antológia (válogatás, jegyzet, 1–3. 1968–1969, 4. 1972)
- Ioan Slavici: Jószerencse malma (utószó, 1970)
- Daday Loránd: A lápon át (szerkesztette, előszó, 1970)
- Jókai Mór: Fekete gyémántok (bevezető, függelék, 1972, 1987)
- Jókai Mór: Szegény gazdagok (előszó, jegyzetek, 1973)
- Jókai Mór: Sárga rózsa (előszó, jegyzetek, 1974)
- Mikszáth Kálmán: Beszterce ostroma (előszó, jegyzetek, 1974)
- 1877 tollal, fegyverrel. Tanulmányok; szerk. Dávid Gyula; Kriterion, Bukarest, 1977
- Jókai Mór: A kiskirályok (előszó, jegyzetek, 1979)
- St. Sarkany: Az irodalomelmélet mint társadalomtudomány (utószó, 1979)
- Jókai Mór: A tengerszem tündére (válogatta, jegyzetek, előszó, 1979)
- Kemény Zsigmond: A rajongók (utószó, 1980)
- Tamási Áron: Zeng a magosság (válogatott novellák, 1–2. válogatta, utószó, 1980)
- Jókai Mór: Egy magyar nábob (utószó, függelék, 1980)
- Tamási Áron: Tiszta beszéd. Publicisztika 1923–1940 (jegyzetek, 1981)
- Jókai Mór: Kárpáthy Zoltán (bevezető, függelék, 1981)
- Jókai Mór: Rab Ráby (előszó, függelék, 1983)
- Tolnai Lajos: A polgármester úr (utószó, jegyzetek, 1986)
- Jókai Mór: Bálványosvár (előszó, függelék, 1992)
- EMKE. 1885–1995; szerk. Dávid Gyula, Nagy Pál; Erdélyi Magyar Közművelődési Egyesület, Kolozsvár, 1995
- Bajor Andor: Betűvetők becsülete (1996)
- Egy kisebbségi kisebbségei (szerkesztette Veress Zoltánnal, 1997)
- Egyedül. Székely János emlékezete; vál., szerk., összeáll. Dávid Gyula, Szász László; Nap, Bp., 1999
- Igevár. Kriterion-történet tizenhat helyzetképben elmondva; utószó Egyed Péter, szerk. Dávid Gyula, Kozma Mária; Pallas-Akadémia–Polis, Csíkszereda–Kolozsvár, 2000
- Évek az ezerszázból. Kortárs erdélyi történészek; szerk. Dávid Gyula, Veress Zoltán; EKE, Stockholm, 2002 (Erdély kövei)
- A szétszórtság arénája. Négy égtáj magyar irodalmából; szerk. Dávid Gyula, Veress Zoltán; EKE, Stockholm, 2003 (Határtalan hazában)
- Erdélyi magyar drámaírók, 1918–2002, 1-3.; vál., bev. Dávid Gyula; Kalota, Kolozsvár, 2003
- 1956 Erdélyben – Politikai elítéltek életrajzi adattára 1956–1965, Polis Könyvkiadó, Erdélyi Múzeum-Egyesület, Kolozsvár, 2006, ISBN 9738341795
- Lehet, mert kell. Reményik Sándor emlékezete; vál., szerk., összeáll. Dávid Gyula; Nap, Bp., 2007 (Emlékezet)
- Kik vagyunk és miért. Írások az identitásról; szerk. Dávid Gyula, Veress Zoltán; Erdélyi Kárpát-Egyesület, Stockholm, 2008 (Határtalan hazában, 6.)
- Szekértábor a Szármány hegyén. Gyergyószárhegyi Kriterion írótalálkozók 1980–1990–2000. Jegyzőkönyvek, dokumentumok, visszaemlékezések; szerk. Dávid Gyula, Zöld Lajos; Polis–Kulturális és Művészeti Alkotóközpont, Kolozsvár–Gyergyószárhegy, 2008
- Rajzoljunk magunknak egy világot; szerk. Dávid Gyula, Veress Zoltán; Erdélyi Kárpát-Egyesület, Stockholm, 2009 (Határtalan hazában, 7.)
- Gondolat-kísérletek Szabédi László életművében. Szabédi Napok. 2010. május 7-9.; szerk. Dávid Gyula, előszó Kántor Lajos; EMKE, Kolozsvár, 2010
- Tizenhat magyar sikertörténet; szerk. Dávid Gyula, Veress Zoltán; Erdélyi Kárpát-Egyesület, Stockholm, 2012 (Határtalan hazában, 8.)
- Főúr, írja a többihez. Bajor Andor emlékezete; szerk. Bajor Ella, Dávid Gyula; Polis, Kolozsvár, 2017

## Díjai
- Tamási Áron-díj (1991)
- Kemény Zsigmond-díj (1999)
- Arany János-díj (2006)
- Kriterion-koszorú (2007)[1]
- A Magyar Érdemrend középkeresztje (2013)
- Hazám-díj (2019)[2]